# Yesshows
A Yesshows a Yes második koncertalbuma, melyet a Drama-val egy évben, 1980-ban adtak ki. 1976-tól az 1978-as Tormato-turnéig bezáróan tartalmaz felvételeket. Hasonlóan az 1973-as Yessongshoz, ez a lemez is Stravinsky Tűzmadár szvitjének egyik tételével kezdődik.
Bár a legtöbb számon Rick Wakeman a billentyűs, a '76-os felvételeken (The Gates of Delirium és Ritual – Nous Sommes du Soleil) Patrick Moraz játszik billentyűs hangszereken. A svájci billentyűs az 1977-es Going for the One rögzítése előtt hagyta el az együttest.
Az eredeti, bakelitlemezes kiadáson a Ritual két része a lemez két különböző oldalára esett, de a CD-kiadásokon már egymást követően hallhatóak a részek (bár a számozásnál még így is külön számítanak).

## Számok listája
1. Parallels – 7:07
  - Felvételek: Ahoy-Halle, Rotterdam, 1977. november 24.
2. Time and a Word – 4:06
  - Felvételek: Empire Pool, Wembley, 1978. október 27.
3. Going for the One – 5:22
  - Felvételek: Festhalle, Frankfurt, 1977. november 18.
4. The Gates of Delirium – 22:40
  - Felvételek: Cobo Hall, Detroit, 1976. augusztus 17.
5. Don't Kill the Whale – 6:50
  - Felvételek: Empire Pool, Wembley, 1978. október 27.
6. Ritual (Nous Sommes Du Soleil) (Part 1) – 11:48
  - Felvételek: Cobo Hall, Detroit, 1976. augusztus 17.
7. Ritual (Nous Sommes Du Soleil) (Part 2) – 17:07
  - Felvételek: Cobo Hall, Detroit, 1976. augusztus 17.
8. Wonderous Stories – 3:54
  - Felvételek: Ahoy-Halle, Rotterdam. 1977. november 24.

## Zenészek listája
- Jon Anderson – ének
- Chris Squire – basszusgitár
- Steve Howe – gitár
- Alan White – dob
- Patrick Moraz – billentyűs hangszerek (a 4., 6., 7. számban)
- Rick Wakeman – billentyűs hangszerek (az összes többi számban)